# サンフランシスコデヤレ
サン・フランシスコ・デ・ヤーレ (San Francisco de Yare) は、ベネズエラのミランダ州シモンボリバル市にある地区で、同市の市庁所在地である。トゥイ盆地の中央にある町で、トゥイ川のほとりにある。
かつては「サン・フランシスコ・デ・パウラ・ヤレ (San Francisco de Paula Yare)」といった。18世紀にはカカオの農園があり、人口の3分の2が奴隷だった。
独立後、20世紀にはランデル郡のサン・フランシスコ・デ・ヤーレ市に属したが、後に分離して、シモンボリバル市のサン・フランシスコ・デ・ヤーレ区となった。

## 注
1. ↑  José Marcial Ramos Guedez, Historia del Estado Miranda, Ediciones de la Presidencia de la Republica, Caracas, 1981, p50, p61